# Домненко Галина Григорівна
Галина Григорівна Домне́нко (нар. 7 червня 1953, Алмати) — українська художниця; член Спілки художників України з 1991 року. Дочка художників Григорія Домненка і Маргарити Толоконникової, сестра скульпторки Катерини Домненко.

## Біографія
Народилася 7 червня 1953 року в місті Алмати (нині Казахстан). 1977 року закінчила Київський художній інститут, була ученицею Олександра Лопухова.
Упродож 1977—1990 років працювала на Ворошиловградському художньо-виробничому комбінаті. Жила у місті Луганську в будинку на кварталі Шевченка № 35, квартира № 35.

## Творчість
Працює у галузі станкового живопису у жанрах тематичної картини, портрета, натюрморту. Серед робіт:
- «Народна пісня (Ніна Матвієнко)» (1977);
- «Врожай» (1977);
- «Тиша» (1978);
- «Жабник» (1983);
- «Рідна мати моя» (1983);
- «День шахтаря» (1985);
- «Липневий ранок» (1986);
- «О. Скачкова» (1986);
- «Татове свято» (1988);
- «Портрет професора І. Баркової» (1988);
- «Версія (Похід князя Ігоря біля річки Донець)» (1990);
- «Осінній натюрморт» (1991);
- «Зоре моя вечірняя (Тарас Шевченко на засланні)» (1992);
- «Ранок на морі» (1994);
- «Світанок» (1995);
- «Ранок» (1995);
- «Крила» (1996);
- «В'юни» (1997);
- «Літо (Яблуня)» (2001);
- «Грецький натюрморт із амфорою» (2003).

Бере участь в обласних, всеукраїнських мистецьких виставках з 1978 року. Персональна виставка відбулася у Луганську в 1991 році. 